# Elleschara rylandi
Elleschara rylandi är en mossdjursart som först beskrevs av Soule, Soule och Chaney 1995.  Elleschara rylandi ingår i släktet Elleschara och familjen Romancheinidae. Inga underarter finns listade i Catalogue of Life.